# Musée d'Art moderne Richard-Anacréon
Le musée d'Art moderne Richard-Anacréon est un musée d'art situé à Granville dans la Manche.

## Historique
Le musée porte le nom de Richard Anacréon (1907-1992), libraire et collectionneur d'art né à Granville. Les collections de peintures, d'arts graphiques et de bibliophilie qu'il a léguées à la ville sont à l'origine de la création du lieu.
Le musée a été aménagé dans les bâtiments de l’ancienne école Paul-Bert. En plus de la collection permanente, il présente régulièrement des expositions temporaires.

## Collections
- Antoine-Louis Barye.
- Paul Belmondo.
- Émile Bernard.
- Antoine Bourdelle.
- Charles Camoin, La Coupe bleue, vers 1930.
- André Cottavoz.
- Henri-Edmond Cross.
- Hermine David.
- André Derain.
- Kees van Dongen, Couple, 1920.
- Charles Dufresne, Nu assis, vers 1923-1925.
- Raoul Dufy.
- Anne Français.
- Othon Friesz, Nature morte au verre de vin, 1929.
- Marcel Gromaire, Le Vagabond, 1939.
- Edmond Heuzé.
- Michel Kikoine.
- Pinchus Krémègne.
- Marie Laurencin.
- André Lhote, Femme à sa toilette, 1942.
- Maximilien Luce.
- Louis Marcoussis.
- Henri Martin.
- José Palmeiro.
- Jules Pascin, Portrait d’Hermine David, 1918.
- Gen Paul, Le Violoniste en rouge, avant 1939.
- Francis Picabia.
- Auguste Rodin.
- Paul Signac.
- André Utter, Utrillo, 1910.
- Louis Valtat.
- Jean-Pierre Vielfaure.
- Maurice de Vlaminck, La Maison de l'artiste à la Naze (1920).
- Henry de Waroquier.

## Expositions temporaires

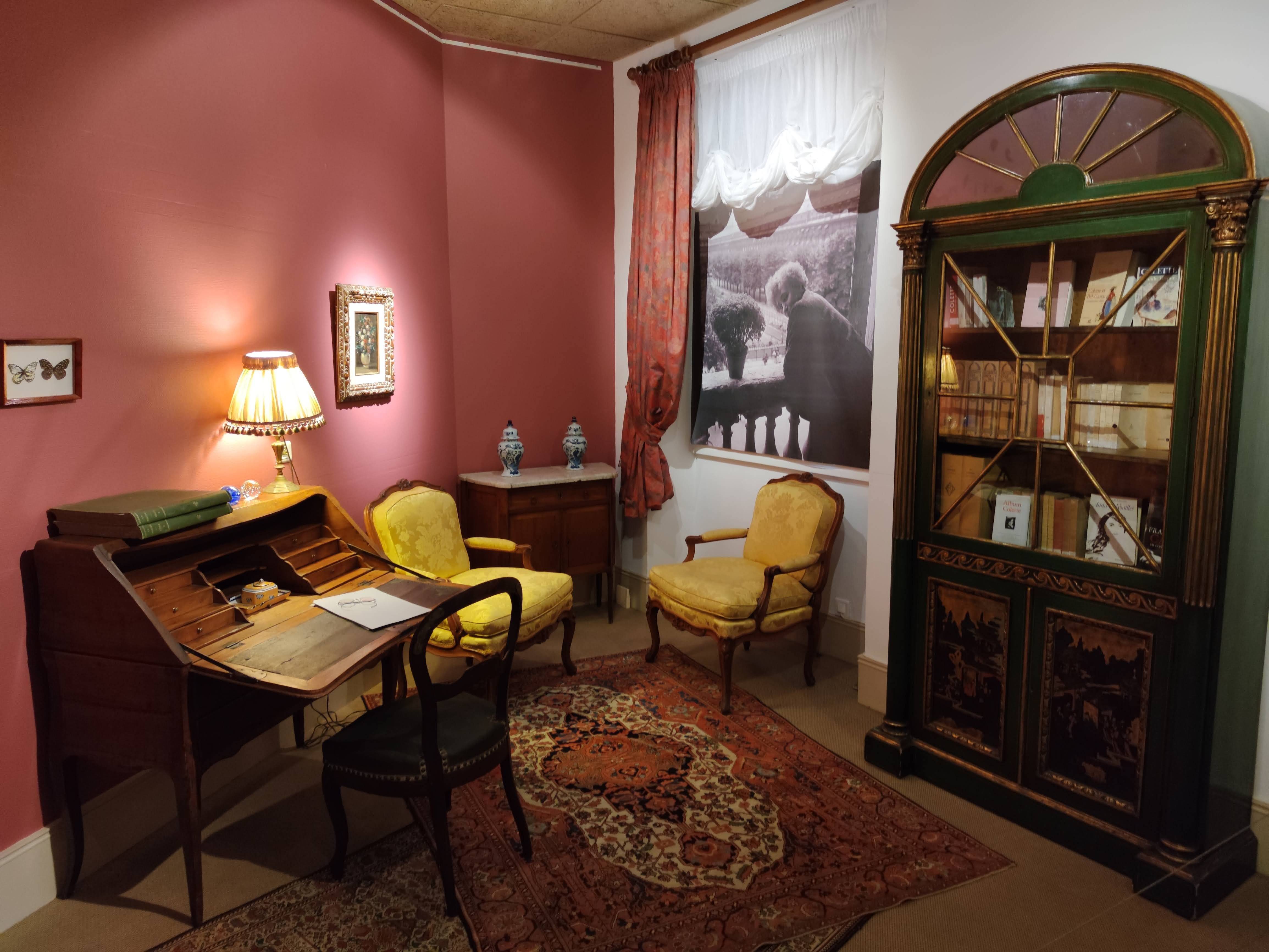
Reconstitution du salon de Colette.

- 2012 : Colette «…je vais écrire encore. Il n’y a pas d’autre sort pour moi».
- 2013 : Maurice Denis, au fil de l’eau.
- 2014 : Marc Riboud, De grâce, un geste !
- 2015 : 1715-2015. Granville-Monaco. Rêver l’histoire…
- 2016 : Belles de nuit. Portraits de femmes sous la plume et le pinceau. 1905-1940.
- 2019 : Courbet, paysages de mer, du 2 juin au 22 septembre.
- 2021 : Colette, l'Intrépide, du 21 mai au 14 novembre.
- 2021 : Carnavals, du 21 juin au 14 novembre.
- 2022 : Lalanne / Bestiaires, du 14 mai au 13 novembre.
- 2023 : Bon baisers de Granville, du 15 avril au 5 novembre.
- 2024 : Les plumes de la Grande Guerre, du 17 février au 10 novembre.
- 2024 : Bon baisers de Granville 2, du 6 avril au 10 novembre.